# Euphaedra graueri
Euphaedra graueri är en fjärilsart som beskrevs av Rothschild 1918. Euphaedra graueri ingår i släktet Euphaedra och familjen praktfjärilar. Inga underarter finns listade i Catalogue of Life.